# ماري زوبيكوفا
ماري زوبيكوفا (22 أغسطس 1932 - 22 مارس 2021) كانت أحد الناجين التشيكوسلوفاكيين من مذبحة ليديس. بعد الحرب العالمية الثانية، أدلت بشهادتها مع طفلة أخرى من ليديس ماريا هافنوفا، خلال إجراءات المحاكمة في محاكمة روشا، إحدى محاكمات نورمبرغ اللاحقة.

## السيرة الشخصية
وُلدت سوبيكوفا لـ ألزبيتا (كاكلوفا) دوليزالوفا ربة منزل، وجوزيف دوليزال عامل حديد. كانت تبلغ من العمر عشر سنوات عندما غزت القوات الألمانية قريتها ليديس ودمرت جميع المباني وقتلت حوالي 200 رجل، بما في ذلك والدها. تم إرسال النساء إلى معسكر اعتقال رافينسبروك بينما تم نقل الأطفال بما في ذلك أوبيكوفا إلى مركز احتجاز مؤقت في لودز في بولندا. تم إرسال معظم الأطفال في النهاية إلى غرف الغاز، ومع ذلك تم اختيار سوبيكوفا وستة أطفال آخرين لإعادة تعليمهم كألمان.
تم تبني مدينة زوبيكوفا من قبل ألفريد وإلسا شيلر وأعيدت تسميتها باسم إنجبورج شيلر. عاشت مع عائلة شيلر لمدة ثلاث سنوات حتى عثرت عليها منظمة تشيكية تبحث عن الأطفال المفقودين. علمت أن والدها وشقيقها قُتلا وأمها تحتضر. توفيت والدتها بمرض السل في عام 1946 وانتقلت زوبيكوفا للعيش مع عمة لها في كلادنو. تخرجت من مدرسة تمريض في أوسترافا.
في عام 1947 في سن ال 15 أدلت أوبيكوفا بشهادته في محاكمة نورمبرغ لأعضاء المكتب الرئيسي للعرق وإعادة التوطين.
في الخمسينيات من القرن الماضي تزوجت من فرانتيسك سوبيك وأنجبت منها إيفانا. في عام 1955 انتقلوا إلى ليديز، التي كان يتم إعادة بنائها. شغلت عدة وظائف إدارية، منها سكرتيرة اللجنة الوطنية. تُوفيت أوبيكوفا في 22 مارس 2021، عن عمر يناهز 88 عامًا.